# Rhamphidium vaginatum
Rhamphidium vaginatum là một loài rêu trong họ Ditrichaceae. Loài này được Mitt. mô tả khoa học đầu tiên năm 1869.